# Przyjajnik

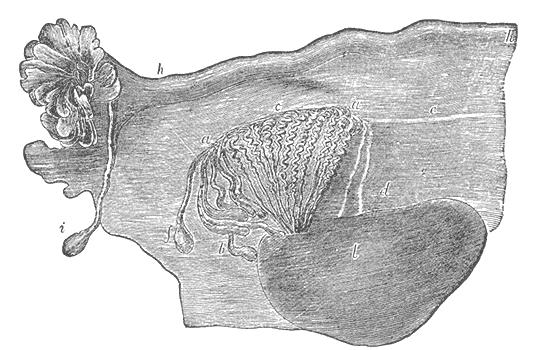
Więzadło szerokie macicy u dorosłej kobiety zawierające przydatki będące pozostałościami przewodów śródnerczowych. Przyjajnik powstaje z dolnej części śródnercza, zaznaczonej jako d

Przyjajnik – w anatomii człowieka jeden z narządów szczątkowych należących do żeńskiego układu płciowego. Ma postać kłębka kanalików leżącego w krezce jajowodu między odgałęzieniami tętnicy jajnikowej. Jest pozostałością dolnej części śródnercza. Występuje zwykle tylko u dzieci, u dorosłych zanikając. Odpowiednikiem męskim tego narządu jest przyjądrze.